# Mrnjići (Ravno, BiH)
Mrnjići su naseljeno mjesto u općini Ravno, Federacija Bosne i Hercegovine, BiH.

## Povijest
Do potpisivanja Daytonskog mirovnog sporazuma bilo je dio istoimenog naseljenog mjesta u sastavu tadašnje općine Trebinje koja je ušla u sastav Republike Srpske.

## Stanovništvo
Prema popisu iz 2013. godine bilo je bez stanovnika.